# Groot-Limburgs Toneel
Het Groot-Limburgs Toneel (GLT) werd als vereniging zonder winstoogmerk in 1965 opgericht. Het was een professioneel toneelgezelschap welke in eerste instantie vooral theatervoorstellingen zou geven in Belgisch Limburg alsmede Nederlands Limburg. Het werd door zowel het Belgische ministerie van Culturele Zaken van de Nederlandse Cultuurgemeenschap alsook de Provinciale Staten van Limburg gefinancierd.
Het toneelgezelschap had in eerste instantie veel succes en trok met haar vernieuwende theater vooral jeugdige belangstelling. In 1971 mocht zij dan ook de Juliana-Boudewijn prijs in ontvangst nemen voor haar bijdrage tot versteviging van de vriendschapsbanden tussen Belgisch Limburg en Nederlands Limburg en in 1973 de ANV-Visser Neerlandia-prijs voor de eerste verwezenlijking van de culturele integratie tussen Noord en Zuid op het terrein van het beroepstoneel.
In het najaar van 1973 was er echter sprake van spanningen in het bestuur in verband met de rol van het GLT en haar eigen geesteskind, het vormingstheater GLTwee en aldus besloot het bestuur van het GLT in zijn vergadering van 16 mei 1974, om een van de leden van het bestuur, en wel de vertegenwoordiger van het departement van Nederlandse Cultuur te belasten met het uitwerken van concrete voorstellen voor de structuur en de werking van het GLT. De voorstellen van de gevolmachtigd ambtenaar werden op 30 november 1974 besproken door het bestuur van het GLT, maar de moeilijkheden bleven onoverbrugbaar. Begin 1975 besloot daardoor de Belgische overheid om haar subsidie te staken. Hierdoor werd, de eerst zo succesvolle duale financieringsstructuur, opeens een molensteen om de nek van het GLT. Eind 1975 hield zij dan ook op te bestaan, nadat ook de Provinciale Staten van Limburg besloot de financiering te staken.